# Hergisdorf
Hergisdorf là một đô thị thuộc huyện Mansfeld-Südharz, Sachsen-Anhalt, Đức. Đô thị Hergisdorf có diện tích 9,54 km², dân số thời điểm ngày 31 tháng 12 năm 2006 là 1829 người.